# Лагері
Ла́гері (рос. Лагери, чув. Лакăр) — присілок у складі Чебоксарського району Чувашії, Росія. Входить до складу Акулевського сільського поселення.
Населення — 100 осіб (2010; 111 у 2002).
Національний склад:
- чуваші — 92 %